# Stephostethus carinatus
Stephostethus carinatus es una especie de coleóptero de la familia Latridiidae.

## Distribución geográfica
Habita en Uttar Pradesh (India).